# Занне-Керкун
Занне-Керкун (нем. Sanne-Kerkuhn) — коммуна в Германии, в земле Саксония-Анхальт. 
Входит в состав района Зальцведель. Подчиняется управлению Арендзее-Кальбе.  Население составляет 305 человек (на 31 декабря 2006 года). Занимает площадь 15,93 км². Официальный код  —  15 3 70 098.